# Xestia tabida
Xestia tabida là một loài bướm đêm trong họ Noctuidae.